# دانيل تالبوت (رياضي)
دانيل تالبوت (بالإنجليزية: Daniel Talbot) مواليد 1 مايو 1991 في تروبريدج، هو عداء إنجليزي متخصص في سباق 100 متر. مثل بلاده في الأولمبياد. سبق أن فاز بالميدالية الذهبية في بطولة أوروبا لألعاب القوى.

## الميداليات
| الميدالية | المسابقة                                  |
| --------- | ----------------------------------------- |
| ذهبية     | بطولة أوروبا لألعاب القوى 2014            |
| برونزية   | بطولة أوروبا لألعاب القوى 2012            |
| فضية      | بطولة أوروبا لألعاب القوى تحت 23 سنة 2011 |
| فضية      | بطولة أوروبا لألعاب القوى تحت 23 سنة 2013 |
| فضية      | دورة ألعاب الكومنولث 2014                 |

## روابط خارجية
- دانيل تالبوت على موقع الاتحاد الدولي لألعاب القوى (الإنجليزية)
- دانيل تالبوت على موقع الدوري الماسي (الإنجليزية)
- دانيل تالبوت على موقع اللجنة الأولمبية الدولية (الإنجليزية)
- دانيل تالبوت على موقع أوليمبيديا (الإنجليزية)
- دانيل تالبوت على موقع اللجنة الأولمبية البريطانية (الإنجليزية)
- دانيل تالبوت على موقع اتحاد ألعاب الكومنولث (مؤرشف) (الإنجليزية)